# Liste des matchs de l'équipe de Sint Maarten de football par adversaire
Cette liste présente les matchs de l'équipe de Sint Maarten de football par adversaire rencontré depuis son premier match. 
- Haut – A
- B
- C
- D
- E
- F
- G
- H
- I
- J
- K
- L
- M
- N
- O
- P
- Q
- R
- S
- T
- U
- V
- W
- X
- Y
- Z

## A

### Anguilla

#### Confrontations
Confrontations entre Sint Maarten et Anguilla en matchs officiels :
| Date         | Lieu        | Match                   | Score | Compétition                                   |
| ------------ | ----------- | ----------------------- | ----- | --------------------------------------------- |
| 6 avril 1993 | The Valley  | Anguilla - Sint Maarten | 0-1   | Tour préliminaire de la Coupe caribéenne 1993 |
| 29 mars 1996 | Basseterre  | Sint Maarten - Anguilla | 4-0   | Tour préliminaire de la Coupe caribéenne 1996 |
| 2 avril 1997 | Roseau      | Sint Maarten - Anguilla | 3-0   | Tour préliminaire de la Coupe caribéenne 1997 |
| 13 mars 2016 | Philipsburg | Sint Maarten - Anguilla | 2-0   | Match amical                                  |
| 22 août 2018 | Philipsburg | Sint Maarten - Anguilla | 1-1   | Match amical                                  |

Bilan
- Total de matchs disputés : 5
- Victoires de l'équipe de Sint Maarten : 4
- Victoires de l'équipe d'Anguilla : 0
- Match nul : 0
- Total de buts de l'équipe de Sint Maarten : 11
- Total de buts de l'équipe d'Anguilla : 1

### Antigua-et-Barbuda

#### Confrontations
Confrontations entre Sint Maarten et Antigua-et-Barbuda en matchs officiels :
| Date             | Lieu       | Match                             | Score | Compétition                                   |
| ---------------- | ---------- | --------------------------------- | ----- | --------------------------------------------- |
| 5 avril 1993     | The Valley | Antigua-et-Barbuda - Sint Maarten | 0-2   | Tour préliminaire de la Coupe caribéenne 1993 |
| 15 novembre 1997 | ?          | Antigua-et-Barbuda - Sint Maarten | 5-1   | Tournoi des Îles Sous-le-Vent 1997            |
| 5 décembre 1998  | ?          | Sint Maarten - Antigua-et-Barbuda | 0-2   | Tournoi des Îles Sous-le-Vent 1998            |

Bilan
- Total de matchs disputés : 3
- Victoires de l'équipe de Sint Maarten : 1
- Victoires de l'équipe d'Antigua-et-Barbuda : 2
- Match nul : 0
- Total de buts de l'équipe de Sint Maarten : 3
- Total de buts de l'équipe d'Antigua-et-Barbuda : 7

### Antilles néerlandaises

#### Confrontations
Confrontations entre Sint Maarten et les Antilles néerlandaises en matchs officiels :
| Date         | Lieu        | Match                                 | Score | Compétition                                   |
| ------------ | ----------- | ------------------------------------- | ----- | --------------------------------------------- |
| 18 juin 1989 | Philipsburg | Sint Maarten - Antilles néerlandaises | 1-2   | Tour préliminaire de la Coupe caribéenne 1989 |

Bilan :
- Total de matchs disputés : 1
- Victoires de l'équipe de Sint Maarten : 0
- Victoires de l'équipe des Antilles néerlandaises : 1
- Match nul : 0
- Total de buts de l'équipe de Sint Maarten : 1
- Total de buts de l'équipe des Antilles néerlandaises : 2

## B

### Bermudes

#### Confrontations
Confrontations entre Sint Maarten et les Bermudes en matchs officiels :
| Date            | Lieu     | Match                   | Score | Compétition                       |
| --------------- | -------- | ----------------------- | ----- | --------------------------------- |
| 12 octobre 2018 | Hamilton | Bermudes - Sint Maarten | 12-0  | Éliminatoires de la Gold Cup 2019 |

Bilan :
- Victoires de l'équipe de Sint Maarten : 0
- Victoires de l'équipe des Bermudes : 1
- Match nul : 0
- Total de buts de l'équipe de Sint Maarten : 0
- Total de buts de l'équipe des Bermudes : 12

## C

### îles Caïmans

#### Confrontations
Confrontations entre Sint Maarten et les îles Caïmans en matchs officiels :
| Date         | Lieu        | Match                       | Score | Compétition                                   |
| ------------ | ----------- | --------------------------- | ----- | --------------------------------------------- |
| 24 mars 1990 | Marigot     | Sint Maarten - îles Caïmans | 1-1   | Tour préliminaire de la Coupe caribéenne 1990 |
| 3 avril 1992 | Philipsburg | Sint Maarten - îles Caïmans | 4-2   | Tour préliminaire de la Coupe caribéenne 1992 |
| 4 mars 1994  | George Town | îles Caïmans - Sint Maarten | 5-0   | Tour préliminaire de la Coupe caribéenne 1994 |

Bilan
- Victoires de l'équipe de Sint Maarten : 1
- Victoires de l'équipe des îles Caïmans : 1
- Match nul : 1
- Total de buts de l'équipe de Sint Maarten : 3
- Total de buts de l'équipe des îles Caïmans : 10

## D

### Dominique

#### Confrontations
Confrontations entre Sint-Maarten et la Dominique :
| Date             | Lieu       | Match                    | Score | Compétition                                               |
| ---------------- | ---------- | ------------------------ | ----- | --------------------------------------------------------- |
| 4 avril 1997     | Roseau     | Dominique - Sint-Maarten | 1-0   | Tour préliminaire de la Coupe caribéenne des nations 1997 |
| 30 avril 2000    | Road Town  | Dominique - Sint-Maarten | 3-1   | Match amical                                              |
| 20 novembre 2018 | The Valley | Sint-Maarten - Dominique | 0-2   | Éliminatoires de la Gold Cup 2019                         |

## G

### Grenade

#### Confrontations
Confrontations entre Sint Maarten et la Grenade en matchs officiels :
| Date         | Lieu          | Match                  | Score | Compétition                                           |
| ------------ | ------------- | ---------------------- | ----- | ----------------------------------------------------- |
| 22 mars 2016 | Saint-Georges | Grenade - Sint Maarten | 5-0   | Éliminatoires de la Coupe caribéenne des nations 2017 |

### Guadeloupe

#### Confrontations
Confrontations entre Sint Maarten et la Guadeloupe en matchs officiels :
| Date             | Lieu       | Match                     | Score | Compétition                                                  |
| ---------------- | ---------- | ------------------------- | ----- | ------------------------------------------------------------ |
| 7 septembre 2019 | Les Abymes | Guadeloupe - Sint Maarten | 5-1   | Ligue des nations de la CONCACAF 2019-2020 (Ligue C - gr. D) |
| 14 octobre 2019  | Willemstad | Sint Maarten - Guadeloupe | 1-2   | Ligue des nations de la CONCACAF 2019-2020 (Ligue C - gr. D) |

## H

### Haïti

#### Confrontations
Confrontations entre Sint Maarten et Haïti en matchs officiels :
| Date              | Lieu           | Match                | Score | Compétition                       |
| ----------------- | -------------- | -------------------- | ----- | --------------------------------- |
| 10 septembre 2018 | Port-au-Prince | Haïti - Sint Maarten | 13-0  | Éliminatoires de la Gold Cup 2019 |

## J

### Jamaïque

#### Confrontations
Confrontations entre Sint Maarten et la Jamaïque en matchs officiels :
| Date        | Lieu        | Match                   | Score | Compétition                                   |
| ----------- | ----------- | ----------------------- | ----- | --------------------------------------------- |
| 23 mai 1993 | Kingston    | Jamaïque - Sint Maarten | 2-0   | Phase finale de la Coupe caribéenne 1993      |
| 2 mars 1994 | George Town | Jamaïque - Sint Maarten | 3-2   | Tour préliminaire de la Coupe caribéenne 1994 |

## M

### Martinique

#### Confrontations
Confrontations entre Sint Maarten et la Martinique en matchs officiels :
| Date         | Lieu        | Match                     | Score | Compétition                                   |
| ------------ | ----------- | ------------------------- | ----- | --------------------------------------------- |
| 7 juin 1989  | ?           | Martinique - Sint Maarten | 10-0  | Tour préliminaire de la Coupe caribéenne 1989 |
| 5 avril 1992 | Philipsburg | Sint Maarten - Martinique | 1-1   | Tour préliminaire de la Coupe caribéenne 1992 |

## P

### Porto Rico

#### Confrontations
Confrontations entre Sint Maarten et Porto Rico en matchs officiels :
| Date        | Lieu     | Match                     | Score | Compétition                              |
| ----------- | -------- | ------------------------- | ----- | ---------------------------------------- |
| 21 mai 1993 | Kingston | Porto Rico - Sint Maarten | 3-0   | Phase finale de la Coupe caribéenne 1993 |

## S

### Saint-Christophe-et-Niévès

#### Confrontations
Confrontations entre Sint Maarten et Saint-Christophe-et-Niévès en matchs officiels :
| Date         | Lieu        | Match                                     | Score | Compétition                                   |
| ------------ | ----------- | ----------------------------------------- | ----- | --------------------------------------------- |
| 25 mai 1993  | Kingston    | Saint-Christophe-et-Niévès - Sint Maarten | 2-2   | Phase finale de la Coupe caribéenne 1993      |
| 19 mars 1995 | Philipsburg | Sint Maarten - Saint-Christophe-et-Niévès | 0-2   | Tour préliminaire de la Coupe caribéenne 1995 |
| 26 mars 1995 | Basseterre  | Saint-Christophe-et-Niévès - Sint Maarten | 0-1   | Tour préliminaire de la Coupe caribéenne 1995 |
| 31 mars 1996 | Basseterre  | Saint-Christophe-et-Niévès - Sint Maarten | 3-0   | Tour préliminaire de la Coupe caribéenne 1996 |

### Saint-Martin

#### Confrontations
Confrontations entre Sint Maarten et Saint-Martin en matchs officiels :
| Date         | Lieu       | Match                       | Score | Compétition                       |
| ------------ | ---------- | --------------------------- | ----- | --------------------------------- |
| 23 mars 2019 | The Valley | Sint Maarten - Saint-Martin | 4-3   | Éliminatoires de la Gold Cup 2019 |

### Saint-Vincent-et-les-Grenadines

#### Confrontations
Confrontations entre Sint Maarten et Saint-Vincent-et-les-Grenadines en matchs officiels :
| Date          | Lieu      | Match                                          | Score | Compétition                                   |
| ------------- | --------- | ---------------------------------------------- | ----- | --------------------------------------------- |
| 23 avril 1989 | Kingstown | Saint-Vincent-et-les-Grenadines - Sint Maarten | 6-1   | Tour préliminaire de la Coupe caribéenne 1989 |

## T

### Îles Turques-et-Caïques

#### Confrontations
Confrontations entre Sint Maarten et les îles Turques-et-Caïques en matchs officiels :
| Date             | Lieu           | Match                                  | Score | Compétition                                                  |
| ---------------- | -------------- | -------------------------------------- | ----- | ------------------------------------------------------------ |
| 10 octobre 2019  | Willemstad     | Sint Maarten - Îles Turques-et-Caïques | 2-5   | Ligue des nations de la CONCACAF 2019-2020 (Ligue C - gr. D) |
| 14 novembre 2019 | Providenciales | Îles Turques-et-Caïques - Sint Maarten | 3-2   | Ligue des nations de la CONCACAF 2019-2020 (Ligue C - gr. D) |

## V

### Îles Vierges britanniques

#### Confrontations
Confrontations entre Sint Maarten et les Îles Vierges britanniques en matchs officiels :
| Date            | Lieu        | Match                                    | Score | Compétition                                   |
| --------------- | ----------- | ---------------------------------------- | ----- | --------------------------------------------- |
| 7 mai 1989      | Philipsburg | Sint Maarten - Îles Vierges britanniques | 1-2   | Tour préliminaire de la Coupe caribéenne 1989 |
| 6 mars 1994     | George Town | Sint Maarten - Îles Vierges britanniques | 3-0   | Tour préliminaire de la Coupe caribéenne 1994 |
| 6 avril 1997    | Roseau      | Sint Maarten - Îles Vierges britanniques | 3-2   | Tour préliminaire de la Coupe caribéenne 1997 |
| 29 avril 2000   | Road Town   | Îles Vierges britanniques - Sint Maarten | 0-0   | Match amical                                  |
| 25 juillet 2018 | Philipsburg | Sint Maarten - Îles Vierges britanniques | 2-3   | Match amical                                  |

### Îles Vierges des États-Unis

#### Confrontations
Confrontations entre Sint Maarten et les Îles Vierges des États-Unis en matchs officiels :
| Date         | Lieu        | Match                                      | Score | Compétition                                           |
| ------------ | ----------- | ------------------------------------------ | ----- | ----------------------------------------------------- |
| 26 mars 2016 | Philipsburg | Sint Maarten - Îles Vierges des États-Unis | 1-2   | Éliminatoires de la Coupe caribéenne des nations 2017 |